# Shell EasyPay
Shell EasyPay（シェル イージーペイ）とは、出光興産（旧昭和シェル石油）が展開するシェルブランドのサービスステーションでの給油などに使用できる決済方法の一種であり、給油機のリーダーにかざすだけで決済することができる仕組みである。
本項では、事実上の後継となるDrivePayについても記述する。

## 特徴
これらの特徴は、DrivePayでも概ね共通している。
- 任意の油種・給油量の登録ができるため、給油時の注文内容の設定を省略することができる。
- 任意のクレジットカードに請求できるので新たにカードを作る必要がない。
- キーホルダー型であり、携帯が容易。
- 無料で発行でき、年会費も無料。
- 昭和シェル石油がPontaポイント加盟店の為、2015年（平成27年）4月からはPontaポイント加盟各社が発行しているPonta機能付きクレジットカードを登録した場合はPontaポイントを貯めたり使用することも可能[注 1][注 2]。
- 1回につき上限14,990円、1日あたり4回までの決済制限がある。

## 相互乗り入れへ
出光ブランドのサービスステーションでは2020年（令和2年）7月1日より同様のサービスとして「DrivePay」を開始したが、開始時点でシェルブランドでは使用できず、逆に「EasyPay」を出光ブランドで使用することもできなかった。
だが、2021年（令和3年）4月1日より両ブランドを順次新ブランドの「apollostation」に統一するのにともない、「apollostation」「出光」「シェル」いずれのブランドでも「EasyPay」「DrivePay」を相互乗り入れとして使用可能になった。なお、apollostationにおいてはDrivePayのみ発行するため、ブランド統一完了とともにEasyPayの発行は終了した。